# Yoshihiro Tajiri
Yoshihiro Tajiri (Japans: 田尻 義博, Tajiri Yoshihiro) (Yokohama, 29 september 1970) is een Japans professioneel worstelaar die vooral bekend is van zijn tijd bij Extreme Championship Wrestling en World Wrestling Federation/Entertainment.

## In worstelen
- Afwerking bewegingen
  - Brainbuster (ECW)
  - Buzzsaw Kick (High speed roundhouse kick to the head of a seated, kneeling or rising opponent)
- Kenmerkende bewegingen
  - Asian mist
  - Baseball slide to an opponent who is trapped in the Tree of woe
  - Bridging dragon suplex
  - Bridging German suplex
  - Diamond dust
  - Diving double foot stomp
  - Flip–over DDT, as a powerbomb counter
  - Handspring back elbow smash
  - Moonsault, sometimes while springboarding to the outside
- Managers
  - Cyrus
  - William Regal
  - The Sinister Minister
  - Torrie Wilson
  - Jack Victory
  - Akio
  - Sakoda
  - Steve Corino
- Bijnaam
  - "The Japanese Buzzsaw"

## Erelijst
- Big Japan Pro Wrestling
  - BJW World Junior Heavyweight Championship (1 keer)
  - BJW World Tag Team Championship (2 keer met Ryuji Yamakawa)
- Combat Zone Wrestling
  - CZW World Heavyweight Championship (1 keer)
- Consejo Mundial de Lucha Libre
  - CMLL World Light Heavyweight Championship (1 keer)
- Extreme Championship Wrestling
  - ECW World Tag Team Championship (1 keer met Mikey Whipwreck)
  - ECW World Television Championship (1 keer)
- International Wrestling Association
  - IWA Hardcore Championship (1 time)
- World Wrestling Federation / World Wrestling Entertainment
  - WCW Cruiserweight Championship (1 keer)
  - WCW United States Championship (1 keer)
  - WWE Tag Team Championship (1 keer met Eddie Guerrero)
  - WWF/WWE Cruiserweight Championship (3 keer)
  - WWF Light Heavyweight Championship (1 keer)
  - WWE World Tag Team Championship (1 keer met William Regal)